# جنرالیسیمو

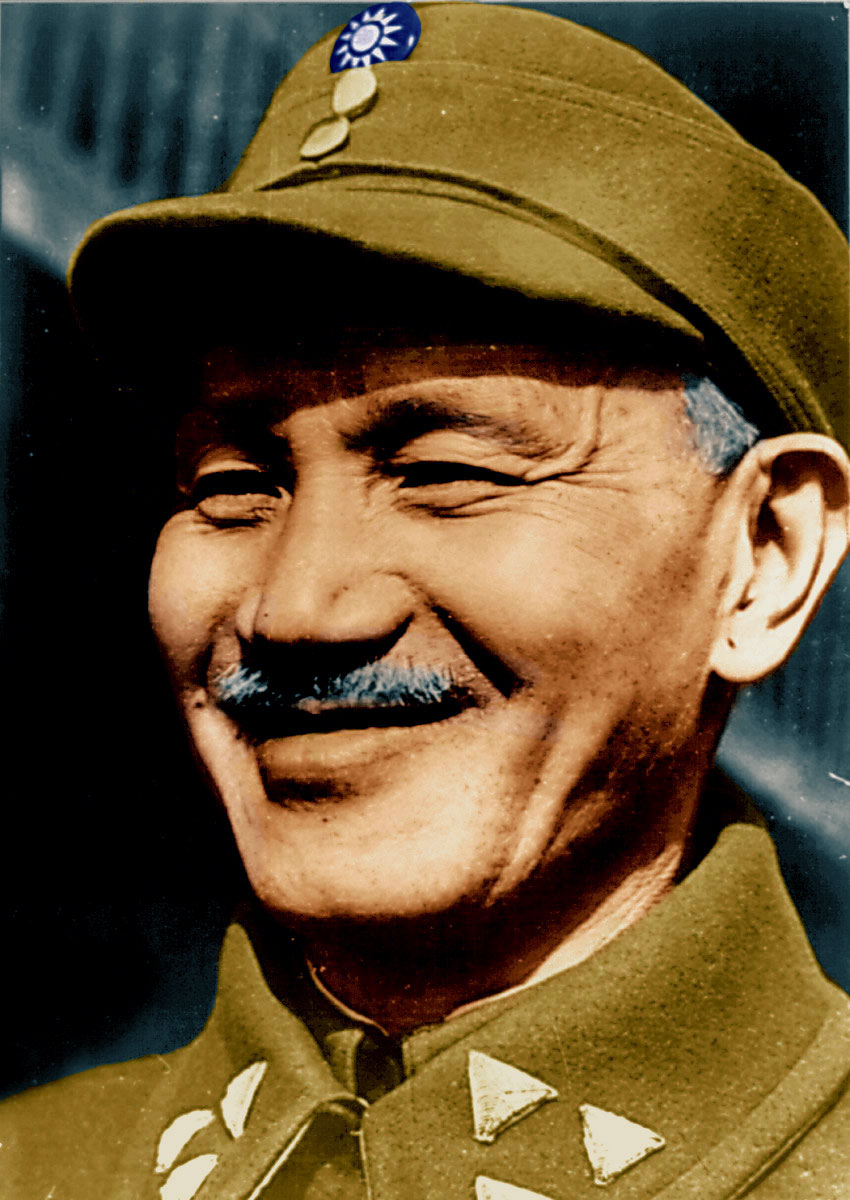
چیانگ کای‌شک

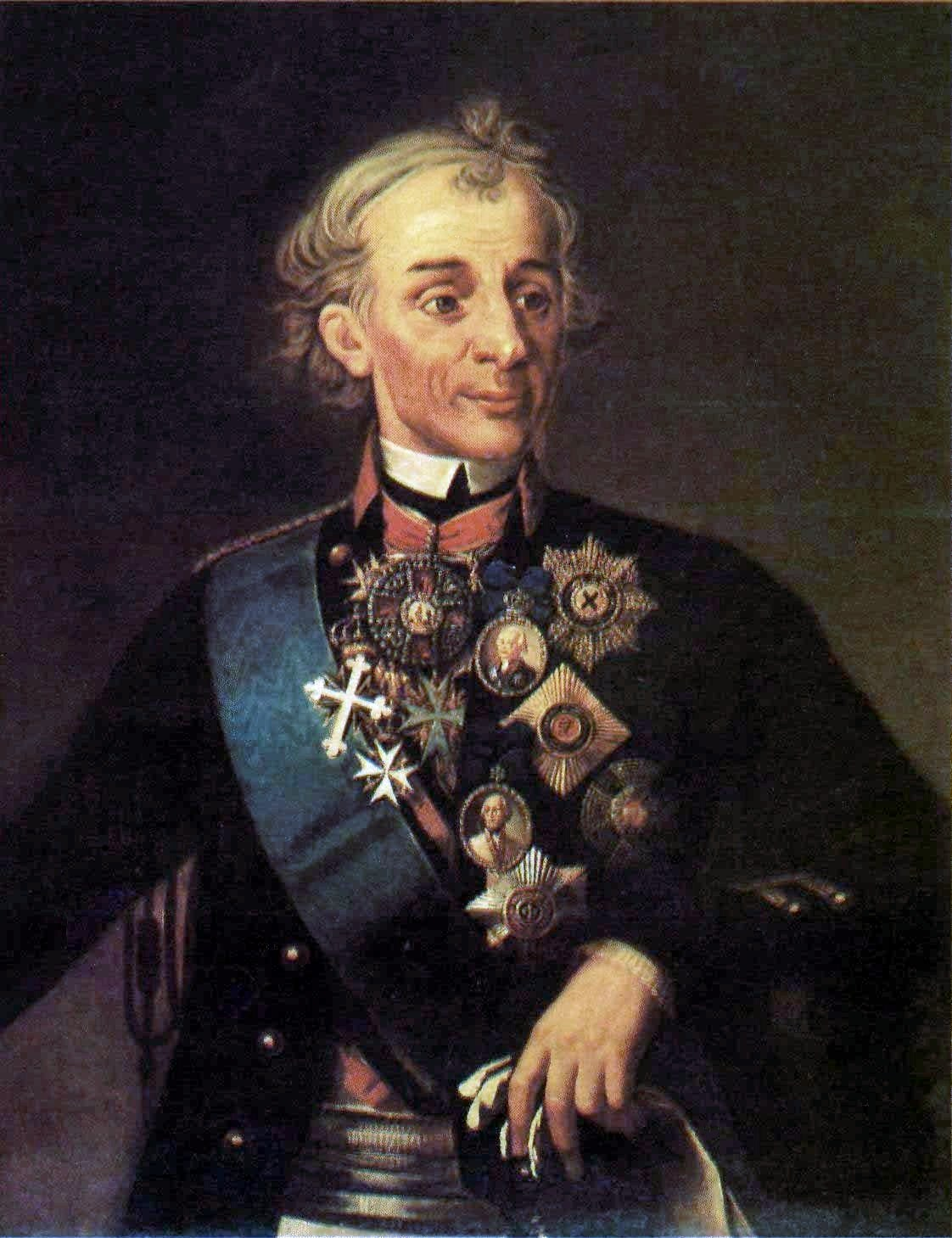
الکساندر سووروف

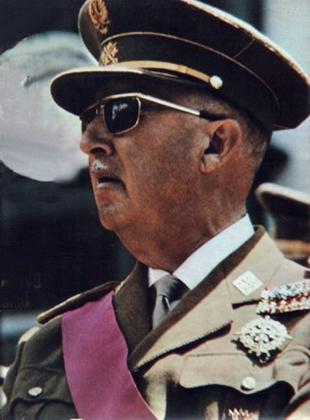
فرانسیسکو فرانکو

جنرالیسیمو یا جنرالیسموس درجه‌ای نظامی بالاتر از فیلد مارشال و دیگر درجه‌های پنج ستاره است. این درجه در ایالات متحده آمریكا معادل "ژنرال شش ستاره" می باشد. و معادل رایش مارشال در ارتش آلمان نازی است.
این درجه به‌طور تاریخی به نظامیان رهبری‌کننده کل یک ارتش یا قوای مسلح یک کشور که تنها از حاکم پایین‌تر است گفته می‌شود. دیگر کاربرد آن در خصوص فرماندهی ارتش‌های متحد چندین قدرت متحد است.

## فهرست جنرالیسیموها
| فرد                       | ارتش                  | کشور               | دوره                      | ملاحظات                                                     |
| ------------------------- | --------------------- | ------------------ | ------------------------- | ----------------------------------------------------------- |
| چیانگ کای‌شک               | ارتش انقلابی ملی      | جمهوری چین         | ۱۹۲۸                      | [ ۲ ] [ Note ۱ ]                                            |
| یون گه‌سومون               | ارتش گوگوریو          | گوگوریو            | ۶۶۶-۶۴۲                   | ته مانگنیجی (بزرگترین ژنرال)                                |
| فردیناند فوش              | نیروی زمینی فرانسه    | فرانسه             | ۱۹۱۸                      | [ ۵ ] [ Note ۲ ]                                            |
| آلبرخت فون والنستاین      | ارتش سلطنتی هابسبورگ  | امپراتوری هابسبورگ | ۱۶۲۵-۱۶۳۰، ۱۶۳۲-۱۶۳۴      |                                                             |
| الکساندر سووروف           | ارتش امپراتوری روسیه  | امپراتوری روسیه    | ۱۷۹۹                      |                                                             |
| فرانسیسکو دِ میراندا       | ارتش ونزوئلا          | ونزوئلا            | ۱۸۱۲                      |                                                             |
| میگل ایدالگو ی کوستییا    | ارتش انقلابی مکزیک    | مکزیک              | سپتامبر ۱۸۱۰ - فوریه ۱۸۱۱ |                                                             |
| فرانسیسکو فرانکو          | نیروهای نظامی اسپانیا | اسپانیا            | ۱۹۳۶                      | [ ۶ ]                                                       |
| ماکسیمو گومز              | ارتش جمهوری کوبا      | کوبا               | ۱۸۹۵                      |                                                             |
| احسان نوری پاشا           | نیروهای شورشی کردستان | ترکیه              | ۱۹۳۰ c.                   | [ ۷ ]                                                       |
| شارل چهاردهم              | ارتش سوئد             | سوئد               | ۱۸۱۰-۱۸۱۸، ۱۸۱۳-۱۸۱۴      |                                                             |
| ژوزف استالین              | نیروهای مسلح شوروی    | اتحاد جماهیر شوروی | ۱۹۴۵                      | [ ۸ ]                                                       |
| کیم ایل-سونگ              | ارتش خلق کره          | کره شمالی          | ۱۹۹۲                      | [ ۹ ]                                                       |
| کیم جونگ-ایل              | ارتش خلق کره          | کره شمالی          | پس از مرگ پدر ۲۰۱۲        | [ ۱۰ ]                                                      |
| میشاییل یکم پرتغال        | ارتش پرتغال           | پرتغال             | ۱۸۲۳                      |                                                             |
| رافائل تروخیو             | ارتش دومینیکن         | جمهوری دومینیکن    | ۱۹۳۰                      | [ ۱۱ ]                                                      |
| سون یات سن                | ارتش چین              | جمهوری چین         | ۱۹۱۷-۱۹۱۸، ۱۹۲۲           | Technically as Grand Marshal (source does not support this) |
| آنتونیو لوپز ده سانتا آنا | ارتش مکزیک            | مکزیک              | ۱۸۴۶-۱۸۵۵                 | [ ۱۳ ]                                                      |